# Hans Fahrni
Hans Fahrni (nacido el 1 de octubre de 1874 en Praga, fallecido el 28 de mayo de 1939 en Ostermundigen) fue un ajedrecista suizo.
Tras su nacimiento, la familia de Fahrni se trasladó a Alemania por la actividad de su padre como ingeniero. Tras el suicidio de su padre y la muerte de su madre, Hans Fahrni fue criado por su hermano. A una edad muy joven, tenía dos pasiones: la flauta y el Ajedrez. En 1916, sufre de psicosis, siendo hospitalizado por primera vez en la Waldau. A pesar de ello, fue capaz de publicar un tratado sobre el Ajedrez en 1917. Su salud mental mejoró y Fahrni salió del hospital y se trasladó a Berna. Tras su recuperación, continuó escribiendo sobre Ajedrez para los periódicos y revistas internacionales, y mantuvo correspondencia con ajedrecistas suizos y extranjeros. En 1921, los médicos le diagnosticaron una "esquizofrenia catatónica". Pasó el resto de su vida entre el hospital Waldau de Berna, y participando en torneos de Ajedrez.

## Pintura
En 1921, Fahrni comenzó a dibujar. Desarrolló una técnica personal de collage, que incluía imágenes de recortes de periódico de la mujer que puso en un ambiente totalmente diferente. Sus dibujos a lápiz de color emanan una atmósfera extraña, una combinación de erotismo y provocación, típicos de un cuento de hadas onírico.

## Trayectoria como ajedrecista
En 1892, ganó, junto con Oscar Corrodi, el 3º Campeonato Nacional de Suiza de Ajedrez. En 1902, quedó 12º en Hannover (13º Congreso de la DSB, Hauptturnier A), con triunfo de Walter John. En 1904, ganó en Coburgo (14º Congreso de la DSB, Hauptturnier B). En 1905, fue 2º-3º, por detrás de Paul Saladin Leonhardt, en Hamburgo. En el mismo año, quedó 4º-6º en Barmen (14º Congreso de la DSB, Hauptturnier B, con victoria de Leó Forgács).
En 1906, fue 15º en Ostende, con victoria de Carl Schlechter, y 5º en el torneo Gambito Rice del citado torneo, donde intervinieron jugadores como Oldřich Duras (vencedor del torneo), Georg Marco, Joseph Henry Blackburne, Paul Saladin Leonhardt, Gersz Salwe, Jean Taubenhaus y Yevgeni Znosko-Borovski En el mismo año, quedó 14º-15º en Núremberg (15º Congreso de la DSB), con triunfo de Frank Marshall.
En 1909, ganó un Torneo cuadrangular celebrado en Múnich, por delante de Savielly Tartakower, Simón Alapín y Rudolf Spielmann. En 1911, ganó en San Remo, junto con Stefano Rosselli del Turco y Richard Reti, fue 4º en el cuadragular celebrado en Múnich, con victoria de Alapin, y sólo 23º-26º en Carlsbad, con triunfo de Richard Teichmann. Ese mismo, fue capaz de jugar contra 100 oponentes en simultáneas, logrando un resultado de 55 victorias, 39 tablas y 6 derrotas en siete horas y media.
En 1914, fue 7º-8º en Baden bei Wien, con victoria de Rudolf Spielmann, y quedó 13º-14º en Mannheim (19.ª Congreso de la DSB, torneo interrumpido), con victoria de Alexander Alekhine En 1916, fue 6º y último en Triberg, con triunfo de Ilya Rabinovich.
Asimismo, Fahrni jugó varios enfrentamientos.
- En 1907, perdió contra Spielmann (+3 -5 =2) en Múnich
- En 1908, empató con Alekhine (+1 -1 =1) en Múnich
- En 1908, ganó a Gersz Salwe (+3 -1 =1) en Praga
- En 1910, perdió ante Spielmann (-4 +3 =4) en Múnich
- En 1912, ganó a Curt von Bardeleben (-0 +3 =1)
- En 1914, empató con Leonhardt (+1 -1 =0)
- En 1916, empató con Alexey Selezniev (+2 -2 =2) en Triberg
- En 1917, perdió contra Teichmann (+0 -2 =2) en Zúrich

## Partidas seleccionadas
- Theodor von Scheve - Hans Fahrni. San Remo, 1911.

1.e4 e5 2.Cf3 Cc6 3.Ab5 d6 4.c3 a6 5.Axc6+ bxc6 6.d4 exd4 7.Cxd4 Ad7 8.0-0 Cf6 9.De2 Ae7 10.f4 d5 11.xd5 cxd5 12.Te1 c5 13.Cf3 Ab5 14.De5 Ta7 15.a4 Ac6 16.c4 0-0 17.cxd5 Cxd5 18.Dh5 Cb4 19.Cc3 Cc2 20.Td1 Td7 21.Txd7 Dxd7 22.Tb1 g6 23.De5 Axf3 24.gxf3 Cd4 25.Rg2 Cxf3 26.Rxf3 Dh3+ 27.Re2 Dxh2+ 28.Rd3 Td8+ 29.Rc4 Td4+ 30.Rb3 Tb4+ 31.Ra3 Dc2 32.b3 Txb3+ 33.Txb3 c4+ 34.Tb4 Db3++ 0-1
- Hans Fahrni - Karel Opočenský. Baden-Baden, 1914.

1.e4 e5 2.Cf3 Cc6 3.d4 exd4 4.Ac4 Cf6 5.0-0 Cxe4 6.Te1 d5 7.Axd5 Dxd5 8.Cc3 Dc4 9.xe4 Ae6 10.b3 Dd5 11.Ag5 h6 12.Af6 Da5  13.Cxd4 gxf6 14.Cxe6 fxe6 15.Cxf6+ Rf7 16.Dd7+ Ae7 17.Dxe6+ Rg7 18.Cd5 The8 19.Cxe7 Dg5 20.Te3 Rh7 21.De4+ 1-0
- Hans Fahrni - Ehrhardt Post. Mannheim, 1914.

1.e4 e5 2.Cf3 Cc6 3.Ab5 a6 4.Axc6 dxc6 5.d3 Ac5 6.De2 De7 7.h3 Cf6 8.Cbd2 b5 9.Cf1 0-0 10.g4 Ce8 11.Cg3 g6 12.Ah6 Cg7 13.Tg1 f6 14.Ch4 Tf7 15.0-0-0 f5 16.Chxf5 gxf5 17.exf5 Dd6 18.Axg7 Txg7 19.Ce4 Df8 20.Df3 Ad7 21.f6 Ad6 22.Tg3 Tg6 23.h4 h5 24.g5 Ag4 25.Txg4 hxg4 26.Dxg4 Rf7 27.Dd7+ Rg8 28.Df5 Tg7 29.g6 Td7 30.Dxd7 Dh6+ 31.Cg5 Dxg6 32.Dxc6 Tf8 33.Ce4 Dh6+ 34.Rb1 1-0
- Leon Pasternak – Hans Fahrni. 5º Campeonato Nacional de Suiza, Zúrich, 1895.

1.h4 e5 2.g3 Bc5 3.Bg2 d5 4.d3 Qf6 5.e3 Ne7 6.c3 Nbc6 7.d4 exd4 8.cxd4 Bb4+ 9.Nc3 Qg6 10.Bd2 Bg4 11.Qb3 0-0 12.Bxd5 Nxd5 13.Qxd5 Rfe8 14.Qc4 Qc2 15.Rc1 Qxb2 16.Rb1 Qa3 17.d5 Ne5 18.Qb3 Qa6 19.f3 Nd3+ 20.Kd1 Nf2+ 21.Kc1 Ba3+ 22.Rb2 Qf1+ 23.Kc2 Qd3+ 24.Kc1 Bxb2+ 25.Qxb2 Nxh1 26.fxg4 Qf1+ 27.Kc2 Qxg1 0-1
- Hans Fahrni - Rudolf Spielmann. Barmen, 1905.

1.d4 d5 2.Cf3 c5 3.c4 Cc6 4.cxd5 Dxd5 5.Cc3 Dd8 6.d5 NB8 7.e4 e6 8.Ab5 + Ad7 9.dxe6 fxe6 10.Cg5 Db6 11.Dh5+ g6 12.Df3 Ch6 13.Df6 Axb5 14.Qxh8 Cd7 15.Nxb5 Dxb5 16.Nxe6 Db4+ 17.Dc3 Dxe4+ 18.De3 Db4+ 19.Ad2 Cf5 20.Cg7+ Rd8 21.De8 + Rc7 22.Axb4 Txe8+ 23.Nxe8+ Rd8 24.Ac3 Kxe8 25.OOO b5 26.Rhe1+ Rd8 27.Aa5+ 1-0

## Biografía
- Michael Beretti, Armin Heuser. Der letzte Kontinent. Bericht einer Reise zwischen Kunst und Wahn. Ein-und Bilder mit Lesebuch Materialien aus dem Waldau-Archiv, Limmat, Zúrich, 1997.
- Di Felice, Chess Results, 1901-1920, pag 304
- Feenstra Kuiper, 100 Jahre Schachturniere, pag 79, 257
- Gaige, Chess Personalia, pag 113
- Golombek, Golombek's Encyclopedia, pag 113
- Hooper and Whyld, The Oxford Companion to Chess(1st ed.), pag 110
- Thulin, Name index to CTC, pag 71